# Zrinka Šimić-Kanaet
Zrinka Šimić-Kanaet (Sarajevo, 21. svibnja 1956.) hrvatska je arheologinja i stručnjakinja za rimsku keramiku.
Rođena je u Sarajevu 1956. godine. Osnovnu školu i Klasičnu gimnaziju završava u Zagrebu. God. 1980. diplomirala je arheologiju i talijanski jezik i književnost na Filozofskom fakultetu Sveučilišta u Zagrebu.  Na poslijediplomskom studiju arheologije magistrirala je 1990. obranivši magistarski rad „Komparativna analiza tehnologije protohistorijske i ranorimske keramike na području sjeverne Hrvatske“. Doktorirala je 2009. s disertacijom „Klasifikacija, kronologija i porijeklo rimske keramike iz Tilurija u rimskoj provinciji Dalmaciji”, pod mentorstvom prof. Mirjane Sanader.
Od 1984. do 2005. bila je glavna knjižničarka Odsjeka za arheologiju FFZG-a. God. 2005. postaje asistenticom na Katedri za klasičnu arheologiju, a 2014. stručnom suradnicom na Odsjeku za arheologiju. Stručna je suradnica na više znanstvenih projekata. Organizirala je dvije znanstvene konferencije s međunarodnim sudjelovanjem (Prvi međunarodni kolokvij rimske keramike 2007. i Rimska keramika – lokalno je univerzalno 2011.). Predaje na preddiplomskom i diplomskom studiju Odsjeka za arheologiju. Članica je Hrvatskoga arheološkoga društva i društva International Lychnological Association. Sudjelovala je na arheološkim iskapanjima Siscije (Siska), Cibalae (Vinkovaca), Murse (Osijeka), Vučedola, Kaniške Ive, Krka, Bribira i Tilurija (Garduna).

## Vanjske poveznice
- Bibliografije u CROSBI-ju, Academiji, Researchgate-u i KOHA-i
- Repozitorij Sveučilišta u Zagrebu (engl.)